# 全球重要农业文化遗产
全球重要农业文化遗产（英語：Globally Important Agricultural Heritage Systems，GIAHS），根据联合国粮食及农业组织的定义，是指“农村与其所处环境长期协同进化和动态适应下所形成的独特的土地利用系统和农业景观，这些系统与景观具有丰富的生物多样性，而且可以满足当地社会经济与文化发展的需要，有利于促进区域可持续发展”。全球重要农业文化遗产评选始于2002年，和联合国教科文组织负责管理的世界遗产并不相同。
全球重要农业文化遗产是联合国粮农组织为保护和支援世界农业文化遗产系统而推动的一项创制，目前已在智利、秘鲁、中国、印度、日本、菲律宾、阿尔及利亚、摩洛哥、突尼斯、肯尼亚和坦桑尼亚等国选出具有典型性和代表性的传统农业系统作为试点：
- 智鲁群岛岛屿农业系统 （智利）
- 安第斯山脉高原农业系统 （秘鲁）
- 中国部分，见：全球重要农业文化遗产中国项目
- 科拉普特传统农业系统 （印度）
- 喀什米尔藏红花文化系统 （印度）
- 能登“里山、里海”景观生态系统 （日本）
- 与朱鹮共生的佐渡“里山”景观生态系统 （日本）
- 伊富高稻作梯田农业系统 （菲律宾）
- 马格里布绿洲海枣生产系统 （阿尔及利亚）
- 阿特拉斯山脉绿洲农业系统 （摩洛哥）
- 加夫萨绿洲农业系统 （突尼斯）
- 奥尔多尼奥尼奥吉—奥尔科里马赛人游牧系统 （肯尼亚）
- 恩加雷塞罗马赛人游牧系统 （坦桑尼亚）
- 希姆布韦朱高地农林系统 （坦桑尼亚）